# Friedrich Ludwig Hünefeld

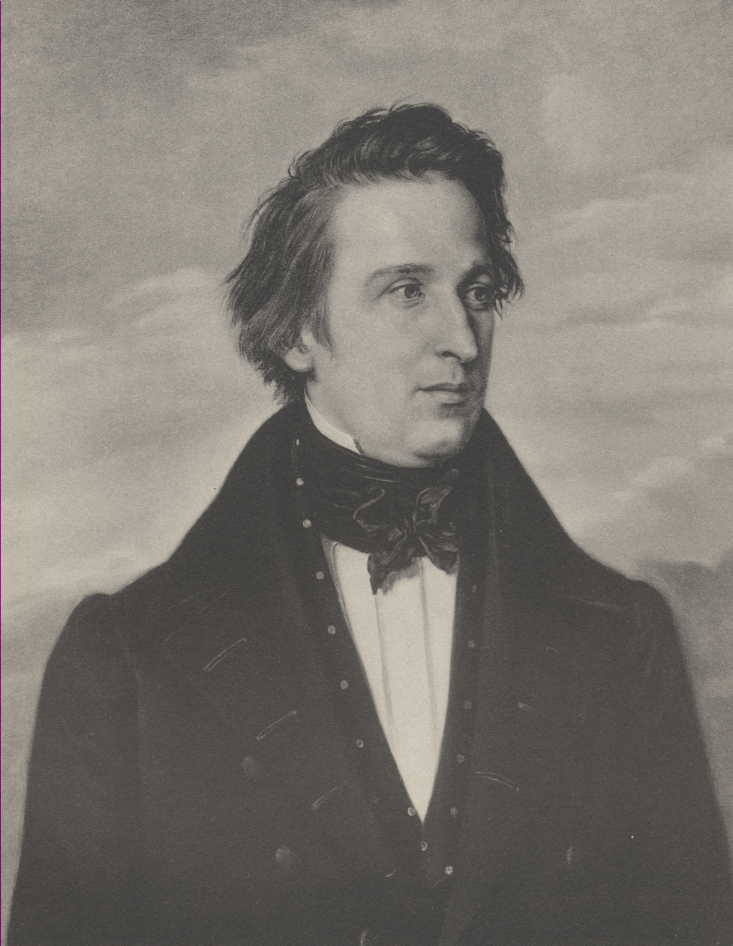
Friedrich Ludwig Hünefeld (Bild von Wilhelm Titel)

Friedrich Ludwig Hünefeld (* 30. März 1799 in Müncheberg; † 24. April 1882 in Greifswald) war ein deutscher Mediziner, Chemiker, Mineraloge und Hochschullehrer. Er lieferte viele neue Erkenntnisse zur Medizinischen Chemie.

## Leben
Hünefeld entstammt einer Pfarrersfamilie der brandenburgischen Reformierten Kirche; seine Mutter Henriette war die Tochter des Tuchfabrikanten Friedrich Peltré. Er arbeitete vier Jahre bei seinem Onkel, dem Apotheker Samuel Hünefeld, in Niesky, lernte ein halbes Jahr Pharmazie in Torgau und studierte ab 1818 an der Universität Breslau Medizin. Seine akademischen Lehrer waren unter anderen der Pflanzenphysiologe Ludolf Christian Treviranus, der Zoologe Carl Gravenhorst, der Anatom Adolph Wilhelm Otto und der Arzt und Chemiker Nikolaus Wolfgang Fischer. Hünefeld wurde 1822 in Breslau zum Doktor der Medizin und Chemie promoviert, habilitierte sich 1823 und war Privatdozent für Chemie. Zur Weiterbildung auf dem Gebiet der Chemie ging Hünefeld auf Empfehlung von Jöns Jakob Berzelius für ein Jahr zu Eilhard Mitscherlich und Gustav Rose an die Friedrich-Wilhelms-Universität Berlin, wo er außerdem mineralogische Kolloquien bei Christian Samuel Weiss besuchte.
Im März 1826 wurde Hünefeld zum außerordentlichen Professor für Chemie und Mineralogie an die Universität Greifswald bestellt. Die Stelle in Greifswald war im Jahr zuvor ausgeschrieben worden zur „Unterstützung des bereits hochbejahrten Prof. Weigel“; außerdem gab es in Breslau Streitigkeiten auf Grund „des freien Mitgebrauchs des Chemischen Laboratoriums“. Hünefeld nutzte die guten Wissenschaftsbeziehungen der Universität Greifswald zu Schweden (Greifswald gehörte seit 1648 zu Schwedisch-Pommern und kam erst 1815 durch die Beschlüsse des Wiener Kongresses zu Preußen) und hielt sich unter anderem 1827 für ein Jahr bei Berzelius in Stockholm auf. Anfangs war Berzelius nicht sehr angetan von Hünefeld. Seine Meinung hat sich allerdings im Laufe der Zeit verändert und es folgten sogar Besuche durch Berzelius in Greifswald in den Jahren 1830 und 1831.
1831 übertrug man Hünefeld die Oberaufsicht über das Mineralien-Kabinett in Greifswald. 1833 wurde er zum ordentlichen Professor für Chemie an der Universität Greifswald ernannt und damit Nachfolger des zwei Jahre zuvor verstorbenen Weigel. Im Gegensatz zu seinem Vorgänger gehörte Hünefeld nicht mehr der Medizinischen, sondern der Philosophischen Fakultät an und legte sich für öffentliche Experimentalvorlesungen aus eigenen Mitteln ein „Portativ-Laboratorium“ zu. Später wurde ein Haus in der Langefuhrstraße (heute Friedrich-Loeffler-Straße) Ecke Rotgerberstraße chemisches Institut, das 1850 in die Domstraße 14 umzog.
Friedrich Ludwig Hünefeld war verheiratet mit Charlotte Mathilde geborene Dietrich und hatte mindestens zwei Söhne: den praktischen Arzt Franz Friedrich Ernst Johann (1831/1832–1905) und den Pfarrer Ernst Heinrich Friedrich Alwill (1840–1915).
1840 beschrieb Hünefeld erstmalig im Blut von Regenwürmern, Hausschweinen und Menschen die Kristalle des roten Blutfarbstoffs (Pigment „Blutroth“), welcher durch Otto Funke näher untersucht und 1866 durch Felix Hoppe-Seyler als Hämoglobin benannt wurde. 1844 wurde Friedrich Ludwig Hünefeld zum Rektor der Universität Greifswald gewählt. Das chemische Labor bestand jedoch nach wie vor nur aus drei Zimmern und einer Küche. Man teilte sich das Gebäude in der Domstraße 14 mit der selbst dringend erneuerungsbedürftigen Frauenklinik. Die Vorlesung musste zeitweise unterbrochen werden, wenn die Schmerzschreie aus dem unmittelbar benachbarten Operationzimmer zu sehr störten. Um eine bessere chemische Ausbildung der Mediziner zu erreichen, wurde im Jahre 1860 Hünefelds Lehrstuhl geteilt. Er vertrat nun ausschließlich die Mineralogie. Die Chemie und die Pharmazie übernahm der neu berufene Heinrich Limpricht, der Greifswald zur „Hochschule der Apotheker“ profilierte.
Nach Hünefelds Tod wurde Theodor Liebisch im Jahre 1883 auf den Lehrstuhl für Mineralogie berufen. Schon im darauf folgenden Jahr nahm Liebisch einen Ruf nach Berlin an und Emil Cohen wurde zum ordentlichen Professor für Mineralogie und Geologie ernannt.

## Auszeichnungen
- 1860 Roter Adlerorden 4. Klasse[14]

## Werke (Auswahl)
- De vera chemiae organicae notione eiusque in medicina usu: additis de vi arsenici in corpora organica mortua experimentis. Dissertatio inauguralis chemico medica. Vratislavia (Breslau) 1822. urn:nbn:de:bvb:12-bsb10945683-6
- Physiologische Chemie des menschlichen Organismus: zur Beförderung der Physiologie und Medicin, und für seine Vorlesungen entworfen; in 2 Theilen. 1. Theil. Voss, Leipzig 1826. urn:nbn:de:bvb:12-bsb11438228-1
- Physiologische Chemie des menschlichen Organismus: zur Beförderung der Physiologie und Medicin, und für seine Vorlesungen entworfen; in 2 Theilen. 2. Theil. Voss, Leipzig 1827. urn:nbn:de:bvb:12-bsb10368569-3
- Rügens metallische Denkmäler der Vorzeit. Voss, Leipzig 1827. (zusammen mit Ferdinand Picht) urn:nbn:de:bvb:12-bsb10013253-2
- Die Radesyge, oder das scandinavische Syphiloid. Voss, Leipzig 1828. Digitalisat
- Die Chemie der Rechtspflege oder Lehrbuch der polizeilich-gerichtlichen Chemie. Enslin, Berlin 1832 urn:nbn:de:bvb:12-bsb10289980-6
- Fortgesetzte chemische Versuche über den diabetischen Harn. Journal für Praktische Chemie 16.1839 (1) S. 15–31. doi:10.1002/prac.18390160102
- Zur Chemie der Hefe, besonders über die dauerhafte Conservation derselben. Journal für Praktische Chemie 16.1839 (1) S. 32–36. doi:10.1002/prac.18390160104
- Der Chemismus in der thierischen Organisation. Brockhaus, Leipzig 1840. urn:nbn:de:bvb:12-bsb10368567-7
- Chemie und Medicin in ihrem engeren Zusammenwirken, oder Bedeutung der neueren Fortschritte der organischen Chemie für erfahrungsmässige und speculative ärztliche Forschung, als vollständige Lehrschrift für die Studien der organischen Chemie überhaupt; in zwei Büchern. Erstes Buch. Enslin, Berlin 1841. urn:nbn:de:bvb:12-bsb10287013-4
- Chemie und Medicin in ihrem engeren Zusammenwirken, oder Bedeutung der neueren Fortschritte der organischen Chemie für erfahrungsmässige und speculative ärztliche Forschung, als vollständige Lehrschrift für die Studien der organischen Chemie überhaupt; in zwei Büchern. Zweites Buch. Enslin, Berlin 1841. urn:nbn:de:bvb:12-bsb10287014-0
- Diaetetik. Veit und Comp., Leipzig 1875. urn:nbn:de:bvb:12-bsb11320306-6
- Die Blutproben vor Gericht und das Kohlenoxyd-Blut in Bezug auf die Asphyxie durch Kohlendunst. Veit und Comp., Leipzig 1875. urn:nbn:de:bvb:12-bsb11318422-5